# Heart of Midlothian F.C.
Heart of Midlothian Football Club ali Hearts je škotski nogometni klub iz predela Gorgie v Edinburghu. Ustanovljen je bil leta 1874 in je s tem tudi najstarejši nogometni klub iz škotske prestolnice. Trenutno igra v 1. škotski nogometni ligi.
Heart of Midlothian iz državnih tekmovanj drži naslove štirikratnega državnega prvaka in štirinajstkratnega državnega podprvaka, osemkratnega prvaka in šestkratnega podprvaka škotskega pokala ter štirikratnega prvaka in trikratnega podprvaka škotskega ligaškega pokala. Na evropski ravni pa je največji uspeh kluba uvrstitev v četrtfinale Evropske lige v sezoni 1988/89. Tam pa ga je izločil Bayern München po skupnem seštevku rezultatov 1-2 (1-0, 0-2). V boju za nastop v Ligi prvakov pa se je do danes še najbolje odrezal v sezoni 2006/07, ko je v prvem kvalifikacijskem krogu premagal bosanskohercegovski Široki Brijeg (3-0, 0-0), nato pa ga je v drugem krogu porazil grški AEK Athens (1-2, 0-3).
Domači stadion kluba je Tynecastle Stadium, ki sprejme 17,480 gledalcev. Barvi dresov sta bordo rdeča in bela. Nadimki nogometašev pa so Hearts (Srca), The Jam Tarts (Marmeladne Košarice), 'HMFC in The Jambos.

## Rivalstvo
Rival kluba je mestni tekmec Hibernian. Njun dvoboj se imenuje Edinburgh Derby in je svetovno gledano eden najstarejših mestnih derbijev.